# Eumenes rubrofemoratus
Eumenes rubrofemoratus är en stekelart som beskrevs av Giordani Soika 1941. Eumenes rubrofemoratus ingår i släktet krukmakargetingar, och familjen Eumenidae. Inga underarter finns listade i Catalogue of Life.